# Kroukoto
Kroukoto of Kouroukoto is een gemeente (commune) in de regio Kayes in Mali. De gemeente telt 10.300 inwoners (2009).
De gemeente bestaat uit de volgende plaatsen:
- Benda
- Bimbia
- Kouroukoto
- Madin-Talibé
- Namou
- Niarakira
- Saraya
- Oulara
- Sitaféto